# Белашов, Михаил Гаврилович
Михаил Гаврилович Белашов (27 ноября (10 декабря) 1903, станица Славянская — 1941, под Москвой) — советский скульптор. Работал в области монументальной и станковой скульптуры. Муж скульптора Е. Ф. Белашовой, отец скульптора А. М. Белашова.

## Биография
Михаил Белашов родился 27 ноября (10 декабря) 1903 года в станице Славянская Азово-Черноморского края. Работал в Майкопе форматором в керамической мастерской, выполнял модели для ваз, памятников, кукол. В 1924 году учился в Ростовской художественной школе по классу рисунка. В 1925—1929 годах учился во Вхутеине в Москве у В. И. Мухиной и И. М. Чайкова, закончил обучение без диплома. С 1929 года — член Ассоциации художников революции. В 1930 году был деканом скульптурного факультета в Ленинграде. В 1931–1932 годах работал у А. Т. Матвеева. Большое влияние на Белашова оказал Эрмитаж, где он изучал античные вазы и терракотовые статуэтки, а также творчество мастеров русского классицизма (С. С. Пименов). В 1932 году вернулся в Москву. С 1934 года принимал участие в художественных выставках. Состоял членом президиума Московского областного союза советских художников-скульпторов.
После начала Великой Отечественной войны ушёл добровольцем на фронт. Погиб в 1941 году в битве за Москву.
Перед отправкой на фронт он написал своей жене:
Дорогая моя Катя, до свидания. Сегодня я уезжаю на фронт по партийной мобилизации. Будь счастлива и горда мной. Целую Сашу. Он будет лучше меня и значит еще дороже для тебя. Врага разобьем, и жизнь откроется для нас с невиданным счастьем.

## Творчество

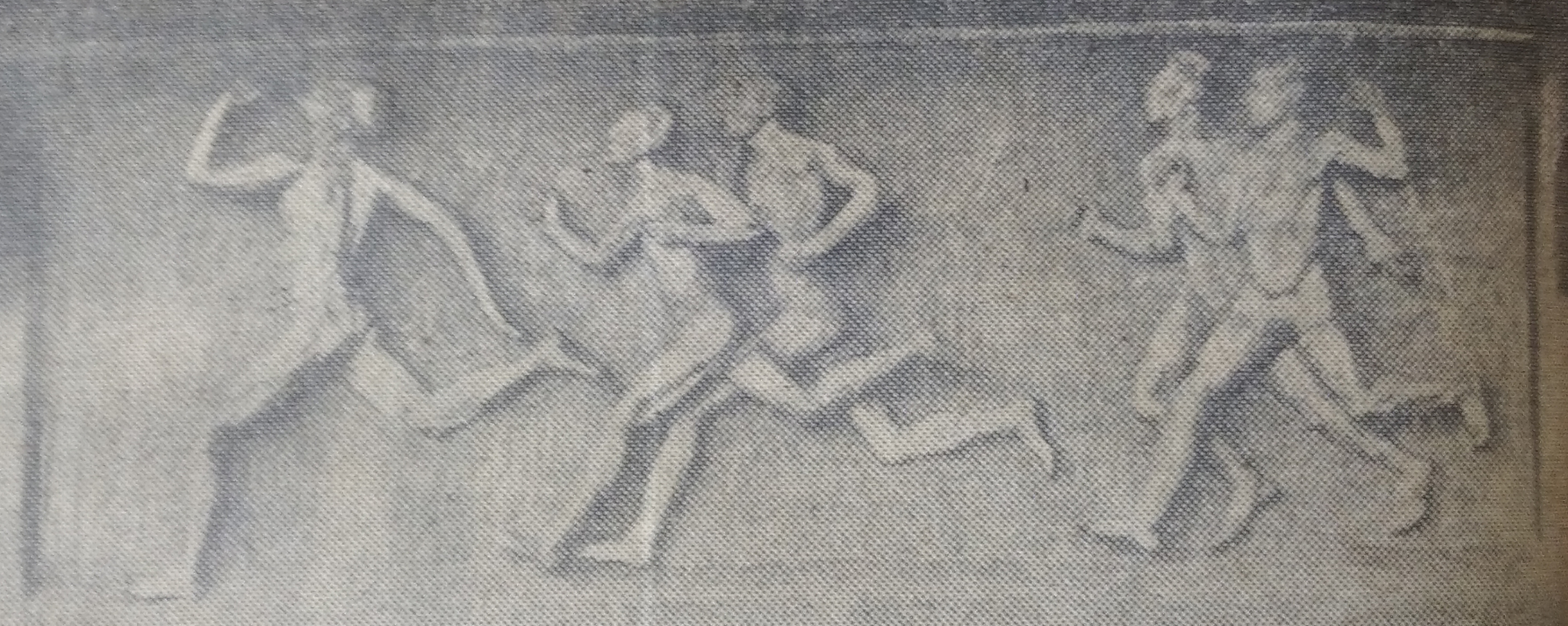
Горельеф «Борьба за финиш» на стадионе «Электрик»

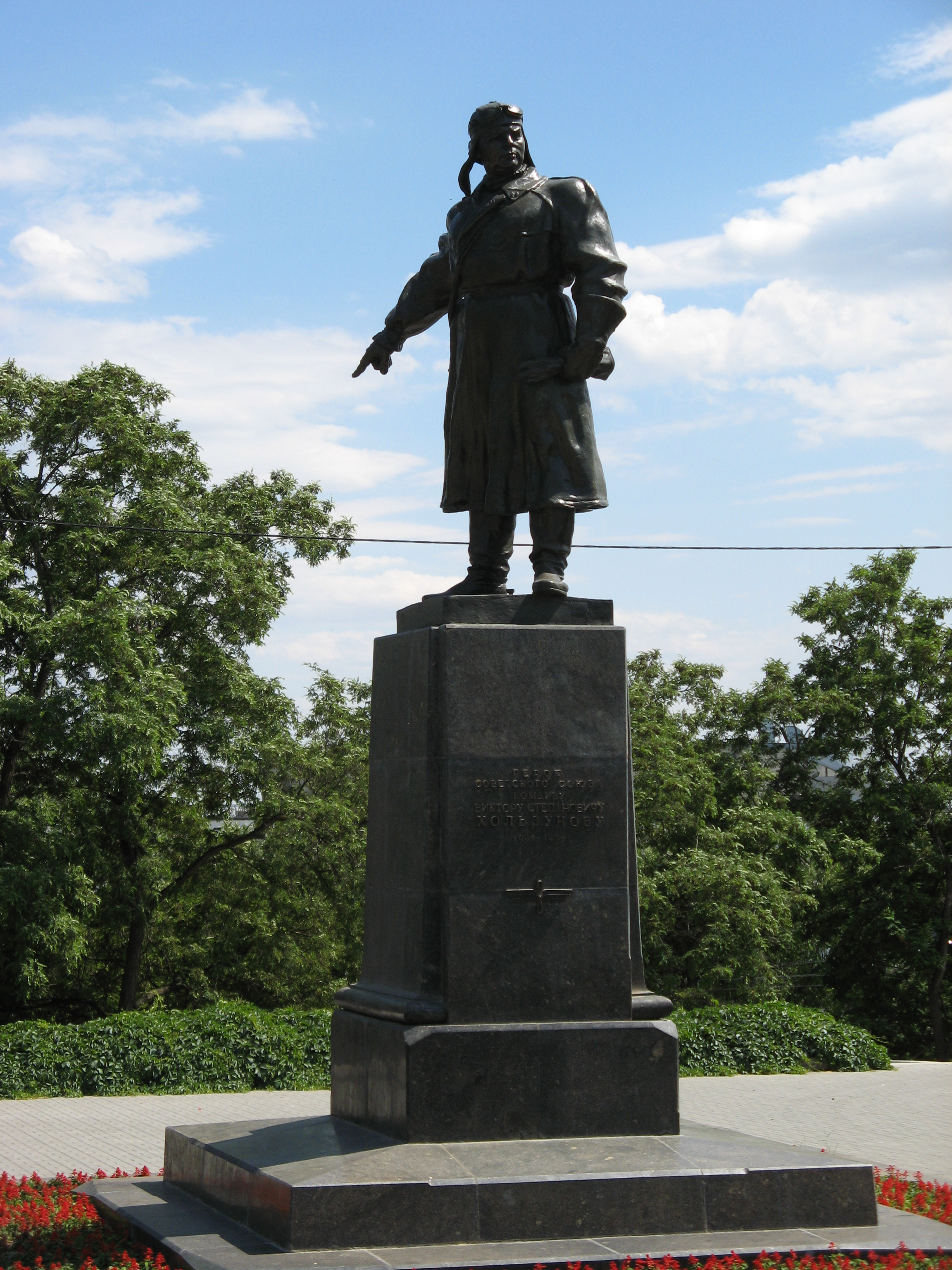
Памятник Хользунову (Волгоград)

В 1930 году совместно с Е. Белашовой-Алексеевой и Н. Савватеевым участвовал в конкурсе на памятник В. И. Чапаеву. В 1931 году получил вторую премию на первом международном конкурсе на памятник Т. Г. Шевченко в Киеве. Выполнил серию графических листов на Днепрострое. В середине 1930-х выполнил горельеф «Борьба за финиш» для стадиона «Электрик» в Москве (ныне «РЖД Арена»). В 1937 году для выставки «XX лет РККА» совместно с Е. Белашовой-Алексеевой вылепил скульптуру «Пограничник с собакой». В 1940 году совместно с Е. Белашовой-Алексеевой выполнил памятник Герою Советского Союза В. С. Хользунову в Сталинграде. Этот памятник один из немногих в городе уцелел после войны.

## Семья
- Жена — Екатерина Фёдоровна Белашова (1906—1971), скульптор
- Сын — Александр Михайлович Белашов (1933—2011), скульптор-анималист